# Niuei labdarúgó-válogatott
A Niuei labdarúgó-válogatott Niue nemzeti labdarúgó-válogatottja, melyet a Niuei labdarúgó-szövetség (angolul: Niue Island Soccer Association) irányít. 
Nem tagja a FIFA-nak, ezért nem indulhatnak a világbajnoki selejtezőkben. Az OFC-nek 2006 óta a tagja.
Eddig két mérkőzést játszottak történetük során, melyeken Pápua Új-Guinea ellen 19–0-ra, Tahiti ellen 14–0-ra vereséget szenvedtek.

## Csendes-óceáni játékok
| Év       | Eredmény                          | Hely                              | M                                 | GY                                | D                                 | V                                 | RG                                | KG                                |
| -------- | --------------------------------- | --------------------------------- | --------------------------------- | --------------------------------- | --------------------------------- | --------------------------------- | --------------------------------- | --------------------------------- |
| 1963     | Nem indult                        | Nem indult                        | Nem indult                        | Nem indult                        | Nem indult                        | Nem indult                        | Nem indult                        | Nem indult                        |
| 1966     | Nem indult                        | Nem indult                        | Nem indult                        | Nem indult                        | Nem indult                        | Nem indult                        | Nem indult                        | Nem indult                        |
| 1969     | Nem indult                        | Nem indult                        | Nem indult                        | Nem indult                        | Nem indult                        | Nem indult                        | Nem indult                        | Nem indult                        |
| 1971     | Nem indult                        | Nem indult                        | Nem indult                        | Nem indult                        | Nem indult                        | Nem indult                        | Nem indult                        | Nem indult                        |
| 1975     | Nem indult                        | Nem indult                        | Nem indult                        | Nem indult                        | Nem indult                        | Nem indult                        | Nem indult                        | Nem indult                        |
| 1979     | Nem indult                        | Nem indult                        | Nem indult                        | Nem indult                        | Nem indult                        | Nem indult                        | Nem indult                        | Nem indult                        |
| 1983     | Csoportkör                        | 11.                               | 2                                 | 0                                 | 0                                 | 2                                 | 0                                 | 33                                |
| 1987     | Nem indult                        | Nem indult                        | Nem indult                        | Nem indult                        | Nem indult                        | Nem indult                        | Nem indult                        | Nem indult                        |
| 1991     | Nem indult                        | Nem indult                        | Nem indult                        | Nem indult                        | Nem indult                        | Nem indult                        | Nem indult                        | Nem indult                        |
| 1995     | Nem indult                        | Nem indult                        | Nem indult                        | Nem indult                        | Nem indult                        | Nem indult                        | Nem indult                        | Nem indult                        |
| 2003     | Nem indult                        | Nem indult                        | Nem indult                        | Nem indult                        | Nem indult                        | Nem indult                        | Nem indult                        | Nem indult                        |
| 2007     | Nem indult                        | Nem indult                        | Nem indult                        | Nem indult                        | Nem indult                        | Nem indult                        | Nem indult                        | Nem indult                        |
| 2011     | Nem indult                        | Nem indult                        | Nem indult                        | Nem indult                        | Nem indult                        | Nem indult                        | Nem indult                        | Nem indult                        |
| 2015     | A tornán csak U23-as válogatottak | A tornán csak U23-as válogatottak | A tornán csak U23-as válogatottak | A tornán csak U23-as válogatottak | A tornán csak U23-as válogatottak | A tornán csak U23-as válogatottak | A tornán csak U23-as válogatottak | A tornán csak U23-as válogatottak |
| 2019     | Nem indult                        | Nem indult                        | Nem indult                        | Nem indult                        | Nem indult                        | Nem indult                        | Nem indult                        | Nem indult                        |
| 2023     | Meg kell határozni                | Meg kell határozni                | Meg kell határozni                | Meg kell határozni                | Meg kell határozni                | Meg kell határozni                | Meg kell határozni                | Meg kell határozni                |
| Összesen | Csoportkör                        | 1/15                              | 2                                 | 0                                 | 0                                 | 2                                 | 0                                 | 33                                |